# Joy Fleming

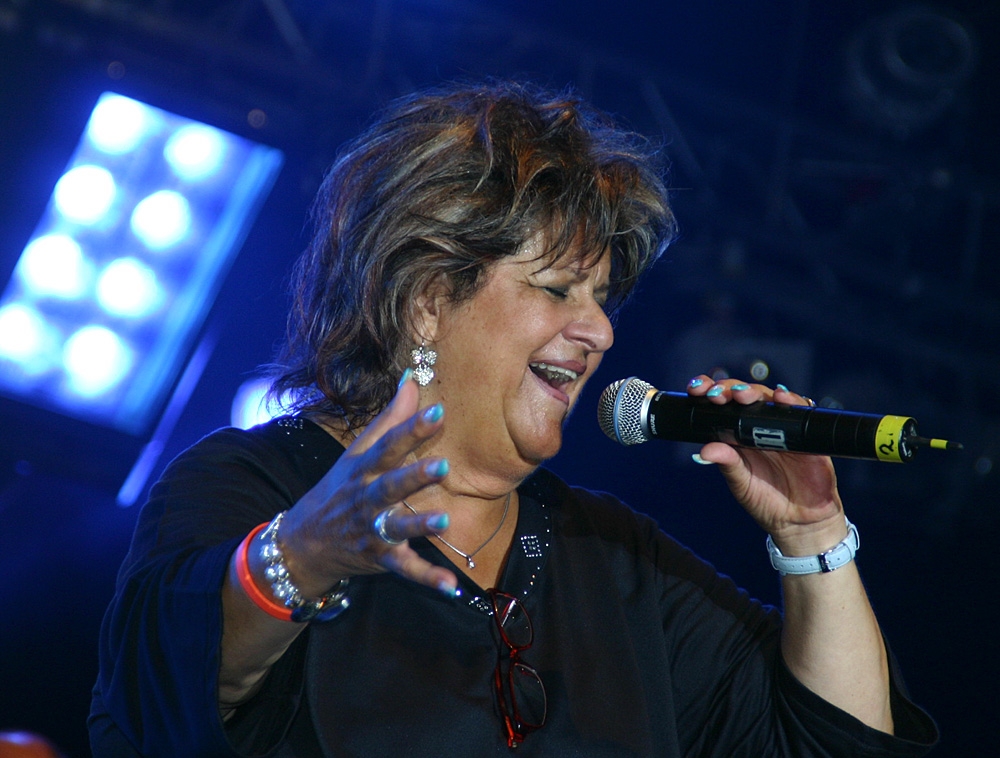
Joy Fleming (2005)

Joy Fleming, geboren als Erna Raad (Rockenhausen, 15 november 1944 – Hilsbach, gemeente Sinsheim, 27 september 2017), was een Duitse jazz-, blues- en schlagerzangeres.

## Levensloop
Kort na haar geboorte moest Flemings familie ten gevolge van de oorlog naar Mannheim verhuizen. In 1958 won ze met Ciao, ciao bambina een plaatselijke schlagerwedstrijd. Na een opleiding tot verkoopster zong ze op 16-jarige leeftijd jazz en blues in Mannheimer bars en muzieklokalen.
In 1963 stichtte ze de groep Joy & the Hit kids, die later in Joy Unlimited omgedoopt werd. Door televisieoptredens werd ze ook bij het grote publiek bekend. Vanaf '71 zong ze solo.
In 1973 trad ze aan op het Wereldsongfestival in Tokio met het lied Ihr dürft die Augen nicht verschließen, ze werd 11de en kreeg een Outstanding Performance Award en een Outstanding Song Award.
In 1975 vertegenwoordigde ze West-Duitsland op het Eurovisiesongfestival in Stockholm met het lied Ein Lied kann eine Brücke sein. Het lied eindigde op de 17e plaats, maar werd desalniettemin in de harten van de Duitsers gesloten. Het is intussen een evergreen geworden en tot een van de beste schlagers uitgeroepen. In Nederland kennen we vooral de Nederlandse uitvoering van het lied door Gerard Joling: "Zing met me mee". 
Een jaar later trouwde Fleming met Bernd Liebenow, die ook haar manager werd. Ze toerde door Argentinië, de DDR (ze was een van de weinige West-Duitse zangers die daar optrad), Scandinavië, China, Frankrijk en de Sovjet-Unie. 
In 1986 werd Fleming samen met Marc Berry 4de in de Duitse voorronde van het Songfestival.
In 1990 richtte ze haar eigen platenmaatschappij op. Ze heeft vier kinderen, twee uit haar eerste huwelijk en twee uit haar tweede huwelijk. 
In 2001 werd ze tweede in de Duitse voorronde, Countdown Grand Prix, met het lied Power of trust. Een jaar later bereikte ze die positie opnieuw met Joy to the world.
In 2005 werd ze geïnterviewd voor het televisieprogramma Tour d'Eurovision en een jaar later mocht ze commentaar geven tijdens de Duitse finale.
In 2017 overleed ze op 72-jarige leeftijd.

## Discografie

### Albums
- 1970: Overground (als groep Joy Unlimited)
- 1971: Schmetterlinge (als groep Joy Unlimited)
- 1973: Joy Fleming
- 1974: Joy Fleming – live
- 1974: This Is My Life
- 1975: Menschenskind
- 1976: Have a Good Time
- 1978: I Only Wanna Get Up and Dance
- 1978: The Final Thing
- 1981: Vocals and Keyboards Only (met Kristian Schultze)
- 1984: Helden werden auch mal älter
- 1984: Joygeboren
- 1987: N
- 1992: Mit deinen Augen
- 1993: Sentimental Journey
- 1994: Viele Gesichter
- 1996: L’Attraction
- 1997: Butzekrampel & mehr (mit Joana)
- 1998: Gedanken einer Frau
- 2000: Mama Joy
- 2002: Joy to the World (Joy Fleming & Jambalaya Chor)
- 2004: Live Programm
- 2006: Winterzeit
- 2007: L’Attraction (geremixte re-release)
- 2010: So bin ich

### Joy & the Hit Kids/Joy & the Hitkids/Joy Unlimited
- 1967: Zweisamkeit / Das Glück dieser Welt (Joy & The Hit Kids)
- 1967: Sunshine / All the Days (Joy & The Hit Kids)
- 1967: What Can I Do Without You (Joy & The Hitkids)
- 1967: I Hold No Grudge (Joy & The Hitkids)
- 1967: You’re My Sunshine (Joy & The Hitkids)
- 1968: Daytime, Nighttime / Mr. Pseudonym (Joy & The Hitkids)
- 1968: Bla, Bla / I’m Still a Child (Joy & The Hitkids)
- 1969: Oh! Darling / Runaway (Joy & The Hitkids)
- 1969: Es war einmal / Gold und Glück (Joy & The Hitkids / Joy Unlimited)
- 1969: Feelin’/ I Just Made Up My Mind (Joy & The Hitkids / Joy Unlimited)
- 1970: Take Me to the Pilot / It’s Not Alright (Joy Unlimited / promo-persing onder de naam Joy and the Hit Kids)

### Singles
- 1972: Kinderhände
- 1972: Feuer
- 1972: Neckarbrückenblues

- 1972: Mannemer Dreck
- 1973: Joy Fleming
- 1973: Change it all
- 1973: Halbblut
- 1973: Kall, oh Kall
- 1974: Rocktown
- 1974: This is my life
- 1974: Let me be the one
- 1975: Arbeitslos
- 1975: Menschenskind
- 1975: Ein Lied kann eine Brücke sein
- 1975: Bridge of Love
- 1975: Geld
- 1976: Are You Ready for Love
- 1977: Ich sing fer’s Finanzamt
- 1978: I only wanna get up and dance
- 1979: Er ist ein Ehemann
- 1984: Dance Tonight
- 1985: Zuviel Gefühl
- 1986: Miteinander (Fleming & Berry)
- 1987: Don’t You Know
- 1987: Spür die Winterzeit (& the House Band)
- 1989: Anne (titelsong voor de animatieserie Anne mit den roten Haaren)
- 1988: The Yodel Queen (Walter Bockmayers Geierwally)
- 1988: Geierwally (Walter Bockmayers Geierwally)
- 1988: Gypsyland
- 1988: Butzekrampel
- 1989: Sing and Take My Hand (1e publicatie ter gelegenheid van de val van de Berlijnse Muur)
- 1991: Feuer und Flamme
- 1991: Glücksrad-Titelsong
- 1993: Sentimental Journey
- 1993: How High The Moon
- 1994: Berühre mich (opgedragen aan AIDS-Hilfe - Deutsche AIDS-Hilfe e. V.)
- 1994: Raff dich auf
- 1994: Viele Gesichter
- 1998: Gedanken einer Frau
- 1999: Blues: Lance-Dance - Get Your Chance (met Lutz Dannewitz)
- 2001: The Power of Trust (Leslie, Joy & Brigitte)
- 2006: Since You Are Gone (Joy Fleming & Robert Zephiro Milla)
- 2007: Meine Welt (jubileumsong 400 jaar Stadt Mannheim, Joy Fleming, Rolf Stahlhofen en anderen)
- 2009: Keine Macht der Welt (duet met Sascha Heyna)

- Bibsys: 10048642
- Bibliothèque nationale de France: cb141776956 (data)
- Gemeinsame Normdatei: 134374428
- International Standard Name Identifier: 0000 0000 6323 4235
- Library of Congress Control Number: no98018026
- MusicBrainz: 096dfffb-cc7f-490e-8ac4-140154a108c0
- Nationale bibliotheek van Australië: 35794711
- Trove: 1090933
- Virtual International Authority File: 51300942
- WorldCat: E39PBJth3p6cdRvPb9YPC4cQMP

1956: Freddy Quinn + Walter Andreas Schwarz · 
1957: Margot Hielscher · 
1958: Margot Hielscher · 
1959: Alice & Ellen Kessler · 
1960: Wyn Hoop · 
1961: Lale Andersen · 
1962: Conny Froboess · 
1963: Heidi Brühl · 
1964: Nora Nova · 
1965: Ulla Wiesner · 
1966: Margot Eskens · 
1967: Inge Brück · 
1968: Wenche Myhre · 
1969: Siw Malmkvist · 
1970: Katja Ebstein · 
1971: Katja Ebstein · 
1972: Mary Roos · 
1973: Gitte · 
1974: Cindy & Bert · 
1975: Joy Fleming · 
1976: Les Humphries Singers · 
1977: Silver Convention · 
1978: Ireen Sheer · 
1979: Dschinghis Khan · 
1980: Katja Ebstein · 
1981: Lena Valaitis · 
1982: Nicole · 
1983: Hoffmann & Hoffmann · 
1984: Mary Roos · 
1985: Wind · 
1986: Ingrid Peters · 
1987: Wind · 
1988: Maxi & Chris Garden · 
1989: Nino de Angelo · 
1990: Chris Kempers & Daniel Kovac · 
1991: Atlantis 2000 · 
1992: Wind · 
1993: Münchener Freiheit · 
1994: Mekado · 
1995: Stone & Stone · 
1997: Bianca Shomburg · 
1998: Guildo Horn & Die Orthopädischen Strümpfe · 
1999: Sürpriz · 
2000: Stefan Raab · 
2001: Michelle · 
2002: Corinna May · 
2003: Lou · 
2004: Max · 
2005: Gracia · 
2006: Texas Lightning · 
2007: Roger Cicero · 
2008: No Angels · 
2009: Alex Swings Oscar Sings · 
2010: Lena Meyer-Landrut · 
2011: Lena Meyer-Landrut · 
2012: Roman Lob · 
2013: Cascada · 
2014: Elaiza · 
2015: Ann Sophie · 
2016: Jamie-Lee Kriewitz · 
2017: Levina · 
2018: Michael Schulte · 
2019: S!sters · 
2021: Jendrik Sigwart · 
2022: Malik Harris · 
2023: Lord of the Lost · 
2024: Isaak · 
2025: Abor & Tynna